# Arturo Colombo
Arturo Colombo (Milano, 7 agosto 1934 – Milano, 6 giugno 2016) è stato uno storico e giornalista italiano.

## Biografia
Alunno del Collegio Ghislieri, ha studiato a Pavia sotto la docenza di Vittorio Beonio Brocchieri. Dal 1976 diventa professore ordinario presso l'Università degli Studi di Pavia (la stessa che ha frequentato da studente), insegnando Storia delle dottrine politiche. Nel 2004 viene nominato "professore emerito di Storia delle dottrine".
È stato docente di Storia dei partiti politici presso l'Università degli Studi di Firenze, presidente del "Centro Manoscritti" - fondato da Maria Corti presso l'Università di Pavia - e vicepresidente della fondazione Maria Corti. È stato anche presidente della fondazione Riccardo Bauer e direttore della Società "Umanitaria" di Milano.
È stato membro del comitato direttivo di numerose riviste politiche italiane, tra cui "Il Pensiero politico", "Il Politico", "Il Risorgimento", "Storia in Lombardia" e ha collaborato a Il Resto del Carlino e all'Avanti!. Dal 1964 ha collaborato continuativamente con il Corriere della Sera. Tra gli animatori della Nuova Antologia portata a nuova vita da Giovanni Spadolini, ha studiato il rapporto fra ideologie, partiti politici e società, per poi soffermarsi sui protagonisti della Rivoluzione russa. Al contempo si è occupato di intellettuali repubblicani, socialisti, radicali, federalisti e azionisti, in particolare di Giuseppe Mazzini, Carlo Cattaneo, Carlo Rosselli, Ernesto Rossi, Altiero Spinelli, Leone Ginzburg e molti altri. Donò parte dei suoi volumi alla Biblioteca di Scienze Politiche e Sociali dell'Università di Pavia.

## Opere principali
- Rapporto sull'Università, Milano, Edizioni di Comunità, 1962.
- Idee politiche e società, Milano, Miano, 1962.
- Metodologia e storia nelle dottrine politiche: ricerche e problemi, Milano, Giuffrè, 1964.
- La problematica della guerra nel pensiero politico cristiano (dal I al V secolo), Milano, Giuffrè, 1970.
- La dinamica storica dei partiti politici, Milano, Cisalpino, 1970.
- Lenin e la rivoluzione, Firenze, Le Monnier, 1974.
- Teorie politiche e dialiettica democratica, Milano, Cisalpino, 1974.
- Correnti e problemi della storiografia politica, in Introduzione allo studio della storia, Milano, Marzorati, 1975, pp. 429–482.
- L. Trockij, Terrorismo e comunismo, traduzione introduzione di A. Colombo, Milano, Sugar.Co, 1977.
- Lenin e la strategia della rivoluzione, in I personaggi della storia contemporanea, a cura di Romain Rainero, Milano, Marzorati, 1977, pp. 765–812.
- Riccardo Bauer e le radici ideologiche dell'antifascismo democratico, Bologna, Forni, 1979.
- La Resistenza e l'Europa, a cura di A. Colombo, Firenze, Le Monnier, 1984.
- Padri della patria.Protagonisti e testimoni di un'altra Italia, Milano, Franco Angeli, 1985.
- Voci e volti della democrazia. Da Gobetti a Bauer, Firenze, Le Monnier, 1990
- Ritratti di carta. Protagonisti e testimoni tra cultura e politica, Bologna, Boni, 1991.
- Cattaneo e il Politecnico (a cura di), Milano, Franco Angeli, 1993.
- La galassia repubblicana (con G. Angelini; V.P. Gastaldi), Milano, Franco Angeli, 1998.
- Il cristallo e la roccia: a proposito di Bauer e Silone, Milano, Sciarelli, 1998.
- Poteri e libertà: autonomie e federalismo nel pensiero democratico italiano, (con G. Angelini e V.P. Gastaldi), Milano, Franco Angeli, 2000.
- Il coraggio di cambiare. L'esempio di Riccardo Bauer, a cura di A. Colombo, Milano, Franco Angeli, 2002.
- I colori della libertà. Il mondo di Nello Rosselli fra storia, arte e politica, a cura di A. Colombo, Milano, Franco Angeli, 2003.
- Eretici e dissidenti,(con G. Angelini; V.P. Gastaldi), Milano, Franco Angeli, 2006.
- Voci e volti dell'Europa, Milano, Franco Angeli, 2009.
- Voci del '900. Protagonisti e testimoni nell'Italia del lungo "secolo breve", Milano, Mursia, 2012.